# Blaesheim
Blaesheim (deutsch Bläsheim) ist eine Gemeinde mit 1356 Einwohnern (Stand 1. Januar 2021) im Département Bas-Rhin in der Europäischen Gebietskörperschaft Elsass und in der Region Grand Est. Die Gemeinde ist seit dem 1. Januar 2006 Mitglied der Communauté urbaine de Strasbourg, die seit 1. Januar 2015 Eurométropole de Strasbourg heißt.

## Geographie
Die Gemeinde liegt etwa 15 Kilometer südwestlich von Straßburg. Am südlichen Ortsrand fließt die Ehn, die weiter östlich bei Illkirch-Graffenstaden in die Ill mündet.
Nachbargemeinden sind Duppigheim im Norden, Geispolsheim im Osten, Lipsheim im Südosten und Innenheim im Süden und Westen.
Nördlich und westlich von Blaesheim verläuft in großem Bogen die Autoroute A 35 (Autoroute des Cigognes), die in nordsüdlicher Richtung durch das gesamte Elsass führt, von Lauterbourg an der Grenze zu Deutschland im Norden bis Saint-Louis an der Grenze zur Schweiz im Süden. Die nächste Anschlussstelle ist die Nr. 8 Duppigheim, teilweise auf dem nördlichen Gemeindegebiet.

## Geschichte
Im Jahr 1050 wird der Ort das erste Mal unter dem Namen Bladensheim in einer Urkunde von Papst Leo IX. erwähnt, in der Besitzrechte des Klosters Hohenburg in Blaesheim bestätigt werden. Um 1100 wird mit dem Bau einer Kirche auf dem Gloeckelsberg (198 m) begonnen, die Pfarrkirche für die umgebenden Ortschaften war.
| 1962 | 1968 | 1975 | 1982 | 1990 | 1999 | 2014 |
| ---- | ---- | ---- | ---- | ---- | ---- | ---- |
| 692  | 754  | 908  | 934  | 1000 | 1369 | 1329 |

## Blaesheim-Prozess
Im Jahr 2001 trafen sich in Blaesheim erstmals die Staats- und Regierungschefs Frankreichs und Deutschlands sowie ihre Außenminister zu einem informellen Gespräch. Im Rahmen des hiernach benannten „Blaesheim-Prozesses“ erörtern sie seitdem alle sechs bis acht Wochen aktuelle Fragen der europäischen und internationalen Politik.
Vorläufer des Blaesheim-Prozesses war am 19. Juli 1977 ein Treffen von Valéry Giscard d’Estaing und Helmut Schmidt zusammen mit den Außenministern im Hotel Au Boeuf in Blaesheim. In seiner Laudatio zu Helmut Schmidts 90. Geburtstag in der Wochenzeitung Die Zeit bemerkte Giscard d’Estaing: „Dies war das erste Mal, dass sich ein deutscher Kanzler und ein französischer Präsident fast privat in der Provinz trafen, die so oft auseinandergerissen worden war. Es gab keine Hinweise auf vergangene Konflikte, und das Treffen verlief ohne protokollarische Zwänge.“

## Sehenswürdigkeiten

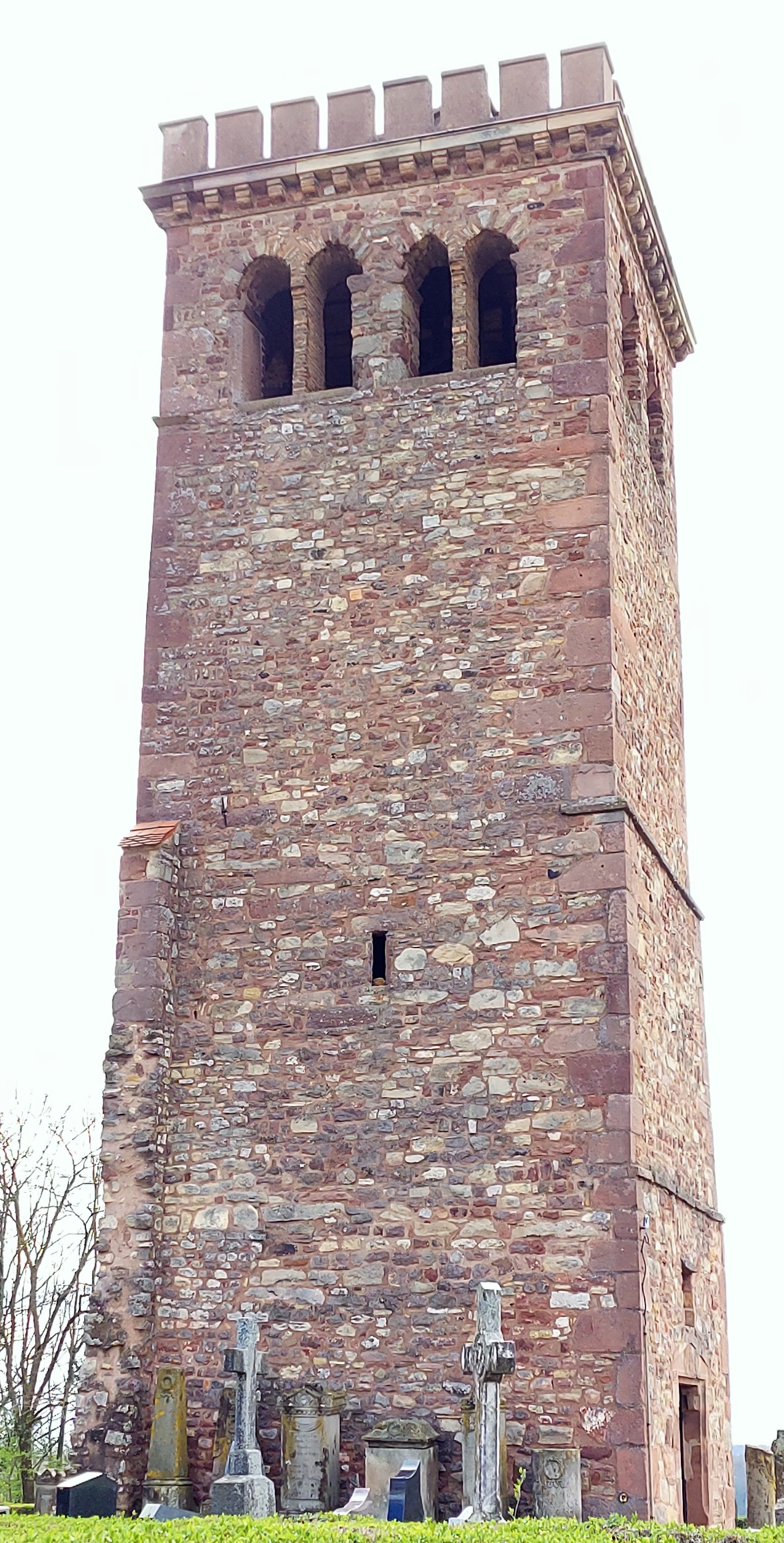
Gloeckelsberg-Turm
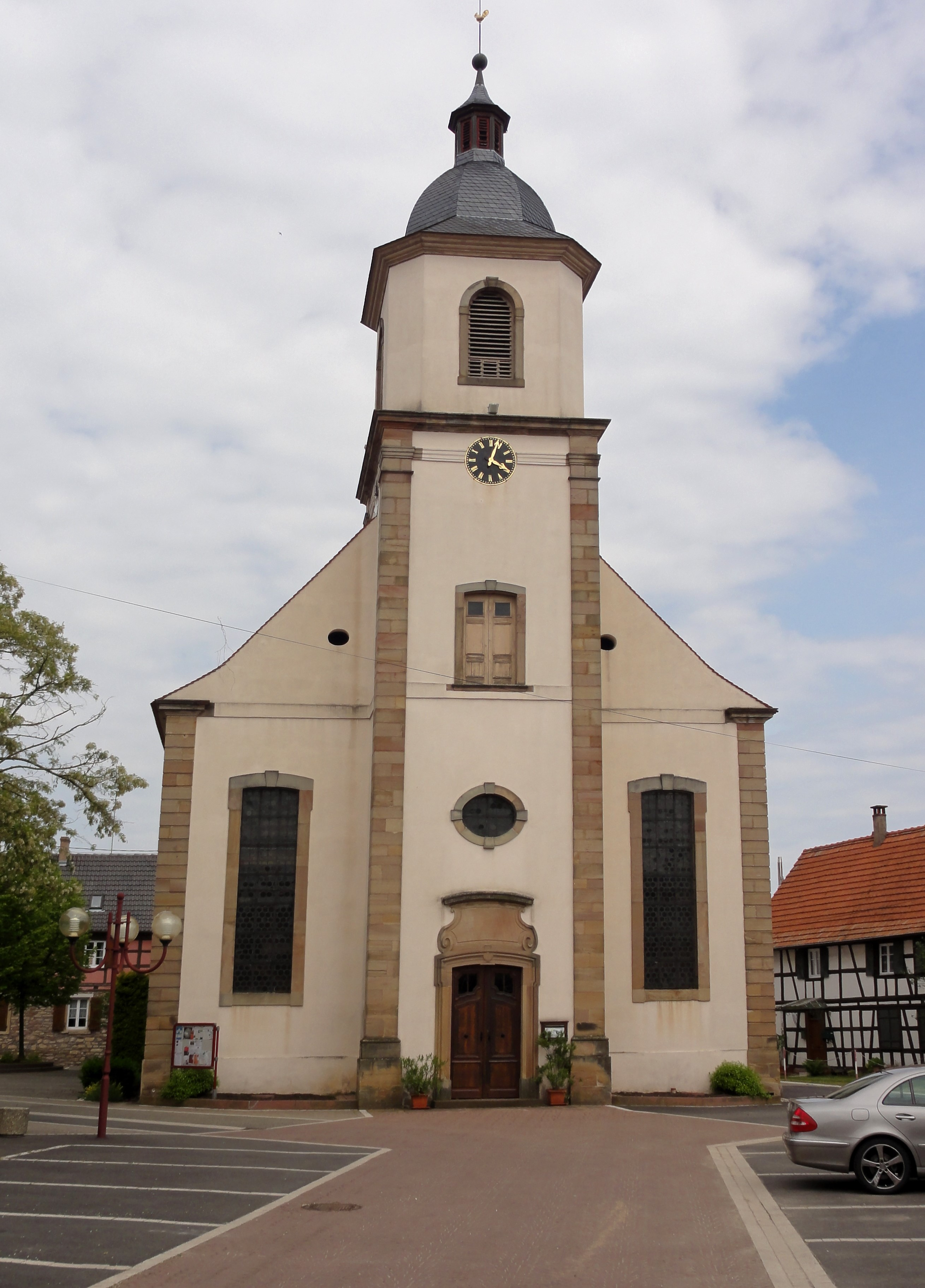
Protestantische Kirche

Der Turm auf dem Gloeckelsberg ist der erhalten gebliebene Turm der dort bis etwa 1830 stehenden romanischen Kirche. Sein Dach wurde zugunsten einer Aussichtsplattform abgetragen. Er steht als Monument historique unter Denkmalschutz.
Die protestantische Kirche von 1762 und das Rathaus von 1834 sind in die Liste des kulturellen Erbes Frankreichs aufgenommen.

## In Blaesheim geboren
- Theodor von Zabern (1771–1832), deutscher Drucker und Verleger